# Religioni in Israele

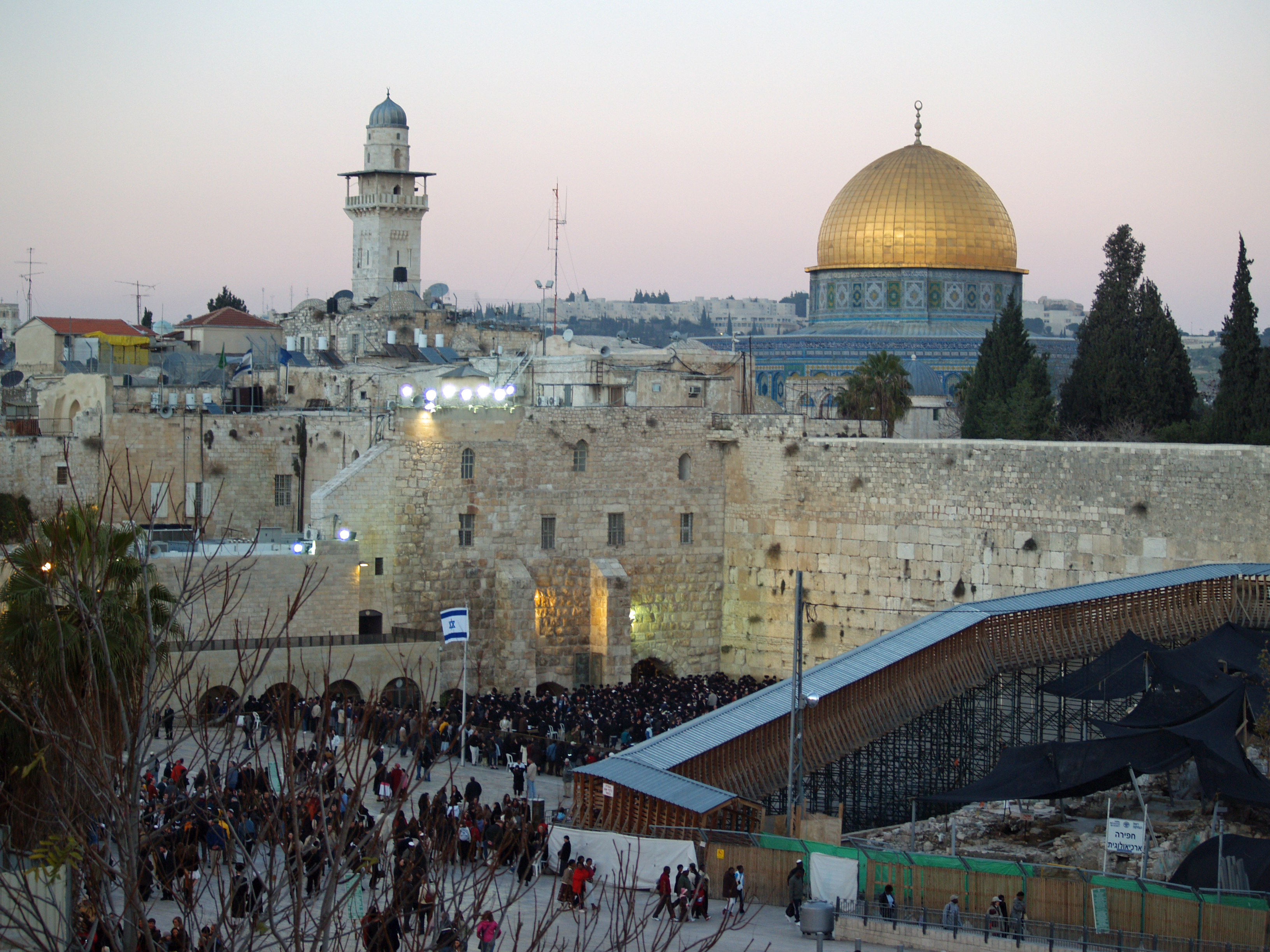
Il muro del pianto e la cupola della Roccia a Gerusalemme.

Le religioni in Israele e i loro molteplici aspetti sono una caratteristica centrale del paese, oltre a svolgere un ruolo importante nel plasmare la cultura e lo stile di vita nella nazione. Israele è l'unico Paese al mondo in cui la maggioranza dei suoi cittadini professano l'ebraismo, religione che ha assunto un ruolo centrale nella storia della regione.
Secondo l'Ufficio centrale israeliano di statistica, la popolazione nel 2011 è stata per il 75,4% ebraica, araba per il 20,6%, e per il 4,1% composta di gruppi minoritari. L'affiliazione religiosa della popolazione israeliana - sempre nel 2011 - era ebrea al 75,4%, musulmana al 16,9 %, cristiana al 2,1%, drusi all'1,7%, mentre il restante 4,0% non classificato dalla religione, ed infine una piccola comunità Bahá'í. Nel 2014 la popolazione ebraica era scesa al 74,9%, quella musulmana salita al 17,5%, mentre quella cristiana stabile al 2%.
Lo stato di Israele non possiede una costituzione scritta, ma la libertà di religione è ancorata nel diritto; mentre le leggi fondamentali di Israele, che servono al posto di una costituzione, definiscono il paese come uno "stato ebraico", queste leggi di base, insieme con gli statuti della Knesset, le decisioni della Corte Suprema e vari elementi del diritto comune corrente, proteggono anche la libera espressione della propria religiosità in tutto il paese.
L'approccio giuridico delle comunità non ebraiche segue il modello e la pratica delle precedenti amministrazioni ottomana e britannica con alcune importanti modifiche. La legge israeliana riconosce ufficialmente cinque religioni, tutte appartenenti alla famiglia delle religioni abramitiche: Ebraismo, Cristianesimo, Islam, i drusi e la fede Bahá'í. Inoltre, la legge riconosce formalmente dieci distinte Chiese cristiane: la Chiesa cattolica romana, la Chiesa armeno-cattolica, la Chiesa maronita, le Chiese di rito orientale, la Chiesa cattolica sira e la Chiesa cattolica caldea; la Chiesa ortodossa orientale e la Chiesa greco-ortodossa; la Chiesa ortodossa siriaca; la Chiesa apostolica armena e la Chiesa Anglicana.
Le relazioni tra i gruppi intra-religiosi presenti, tra ebrei e non ebrei, tra musulmani e cristiani, oltre che tra le diverse correnti dell'ebraismo, come l'ebraismo ortodosso, l'ebraismo riformato e l'ebraismo conservatore sono spesso tese.

## Auto-definizioni religiose
Un sondaggio Gallup nel 2015 ha stabilito che il 65% degli israeliani affermano di essere o "non religiosi" o "atei convinti", mentre il 30% si definiscono "religiosi" in senso lato. Israele è al centro della scala della religiosità internazionale, tra la Thailandia, il paese più religioso del mondo e la Cina, il meno religioso.
A partire dal 2009, l'8% degli ebrei israeliani definiscono se stessi come haredim; un ulteriore 12% come "religiosi"; il 13% come "religiosi tradizionalisti"; il 25% come "non-religiosi tradizionalisti" (non strettamente aderenti alla legge ebraica o Halakha); ed il 42% come "laici" (in lingua ebraica: חִלּוֹנִי, Hiloni). A partire dal 1999, il 65% degli ebrei israeliani credono in Dio e l'85% partecipa al seder di Pesach.
Tuttavia, altre fonti indicano che tra il 15% e il 37% degli israeliani si identificano come sia atei o agnostici. Un sondaggio condotto nel 2009 ha mostrato che l'80% degli ebrei israeliani credono in Dio, con un 46% in una loro auto-segnalazione come laici. Gli israeliani tendono a non allinearsi con un movimento dell'ebraismo (come il giudaismo riformato o conservatore) ma invece tendono a definire la loro appartenenza religiosa dal grado della loro pratica religiosa.
Tra gli arabi israeliani, a partire dal 2008, 82,7% erano musulmani, 8,4% erano drusi, e 8,3% erano cristiani. Appena oltre l'80% dei cristiani sono arabi, e la maggior parte dei restanti sono immigrati dall'ex Unione Sovietica con un parente ebreo. Circa l'81% delle nascite dei cristiani provengono da donne arabe.

## Dimensioni relative delle comunità religiose in Israele
I risultati del censimento sono in migliaia.
| Anno | Drusi | Cristiani | Musulmani | Ebrei   | Totale  |
| ---- | ----- | --------- | --------- | ------- | ------- |
| 1949 | 14.5  | 34        | 111.5     | 1,013.9 | 1,173.9 |
| 1950 | 15.0  | 36.0      | 116.1     | 1,203.0 | 1,370.1 |
| 1960 | 23.3  | 49.6      | 166.3     | 1,911.3 | 2,150.4 |
| 1970 | 35.9  | 75.5      | 328.6     | 2,582   | 3,022.1 |
| 1980 | 50.7  | 89.9      | 498.3     | 3,282.7 | 3,921.7 |
| 1990 | 82.6  | 114.7     | 677.7     | 3,946.7 | 4,821.7 |
| 2000 | 103.8 | 135.1     | 970.0     | 4,955.4 | 6,369.3 |
| 2010 | 127.5 | 153.4     | 1,320.5   | 5,802.4 | 7,695.1 |
| 2011 | 129.8 | 155.1     | 1,354.3   | 5,907.5 | 7,836.6 |
| 2012 | 131.5 | 158.4     | 1,387.5   | 5,999.6 | 7,984.5 |
| 2013 | 133.4 | 160.9     | 1,420.3   | 6,104.5 | 8,134.5 |
| 2014 | 135.4 | 163.5     | 1,453.8   | 6,219.2 | 8,296.9 |
| 2019 | 143.0 | 180.4     | 1,605.7   | 6,697.0 | 9,021.0 |